# Закон Мамми
Закон Мамми (итал. Legge Mammì) — закон Итальянской Республики от 6 августа 1990 года № 223 «Принципы организации общественной и частной системы радио и телевидения» (Disciplina del sistema radiotelevisivo pubblico e privato). Назван по имени основного разработчика, министра почт и телекоммуникаций в шестом правительстве Андреотти Оскара Мамми.

## История
13 июля 1988 года Конституционный суд Италии признал противоречащими Конституции 2-ю и отдельные пункты 4-й статьи постановления правительства Италии от 6 декабря 1984 года № 807, регулирующего вопросы радиотелевизионного вещания (4 февраля 1985 года парламент придал этому постановлению силу закона).
Во исполнение решения Конституционного суда и директивы ЕЭС № 89/552/EEC от 3 октября 1989 года о конкуренции в сфере телекоммуникаций, 6 августа 1990 года парламент Италии принял закон № 223 «Принципы организации общественной и частной системы радио и телевидения» (Disciplina del sistema radiotelevisivo pubblico e privato).

## Основные положения
Статья 1 закона Мамми констатировала, что распространение теле- и радиопрограмм является сферой деятельности, имеющей первостепенное значение (статья отменена законом № 112 от 3 мая 2004 года). Статья 2 формулировала в качестве фундаментальных принципов теле- и радиовещения плюрализм, объективность, полноту и беспристрастность информации, открытость разным мнениям, а также политическим, социальным, культурным и религиозным тенденциям, уважение свободы и прав, гарантированных Конституцией (эта статья, а также статья 3 отменена постановлением № 177 от 31 июля 2005 года). Ст. 3 была посвящена принципам распределения частот между вещателями: вся территория страны поделена на зоны вещания, 70 % частот получили местные станции. Статья 7 регламентировала учреждение региональными советами Комитетов по радиотелевизонным службам. Ст. 8 установила ограничения на объёмы рекламы: 18 % времени в час для национальных вещателей, 20 % — для местных и 5 % — для вещателей других стран Европейского сообщества как национальных, так и местных (статья отменена постановлением № 177 от 31 июля 2005 года). Статья 10 устанавливала, что на местных каналах рекламодатели также должны быть исключительно местными, а на национальных — национальными (статьи с 9 по 15 позднее также были отменены). Статья 16 проводила различие между коммерческими и общеевропейскими вещателями, ограничивая последних исключительно тематикой культурной, этнической, политической и религиозной.